# 인사이클로피디아 메탈럼

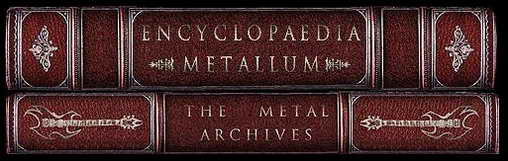
로고

인사이클로피디아 메탈럼(영어: Encyclopaedia Metallum)은 헤비 메탈에 관한 자료들을 모아둔 온라인 백과사전이다.

## 같이 보기
- 온라인 백과사전 목록